# Redington Shores
Pour les articles homonymes, voir Shores.
Redington Shores est une ville américaine située dans le comté de Pinellas en Floride.

## Démographie
| 1960 | 1970  | 1980  | 1990  | 2000  | 2010  |
| ---- | ----- | ----- | ----- | ----- | ----- |
| 917  | 1 733 | 2 142 | 2 366 | 2 338 | 2 121 |

Selon le recensement de 2010, Redington Shores compte 2 121 habitants. La municipalité s'étend sur 1,17 milles carrés (3,03 km2), dont 0,33 milles carrés (0,85 km2) de terres.